# Irina Rîngaci
Irina Rîngaci Ilie (Leova, 20 agosto 2001) è una lottatrice moldava.

## Biografia
Ha rappresentato la Moldavia ai Giochi olimpici giovanili di Buenos Aires 2018, concludendo quarta nel torneo dei 57 kg.
Nel 2020 ha esordito ai Poland Open nei seniores, nella categoria di peso dei 65 kg. Alla Coppa del mondo individuale di Belgrado 2020, evento che ha sostituito i campionati mondiali, cancellati a causa dell'emergenza sanitaria causata dalla Pandemia di COVID-19, ha vinto la medaglia d'argento, dopo essere rimasta sconfitta contro l'ucraina Tetiana Rizhko in finale.
Si è laureata campionessa continentale agli europei di Varsavia 2021, superando ucraina Tetiana Rizhko nell'incontro decisivo per il titolo. Ai mondiali di Oslo 2021 ha vinto la medaglia d'oro, dopo aver sconfitto la giapponese Miwa Morikawa.

## Palmarès
- Mondiali

Oslo 2021: oro nei -65 kg;
- Europei

Varsavia 2021: oro nei -65 kg;
Budapest 2022: oro nei -68 kg.
- Mondiali U23

Budapest 2020: bronzo nei -62 kg;
- Europei U23

Skopje 2021: oro nei -65 kg;
- Mondiali junior

Ufa 2020: oro nei -62 kg;
- Europei junior

Pontevedra 2019: argento nei -65 kg;
- Mondiali cadetti

Zagabria 2018: bronzo nei -57 kg;
- Europei cadetti

Skopje 2018: argento nei -47 kg;

## Altre competizioni internazionali
- Argento nei 65 kg nella Coppa del mondo individuale ( Belgrado)